# Trum- och klocktornen i Peking
Trum- och klocktornen ligger en bit norr om Förbjudna staden i Inre staden i Peking i Kina. Liknande trum- och klocktorn är vanliga företeelser i andra gamla kinesiska städer och tempel.
Gulou (鼓楼, Gǔlóu), trumtornet i Peking, står i norra delen av Inre staden en bit norr om Förbjudna staden precis vid den mittaxel mellan öster och väster, vilken löper genom Förbjudna staden och dess portar till norra delen av Tianmen-gatan (Himmelska fridens gata) vid Himmelska fridens torg. Första våningen är en fyrkantig terrass, 55,6 meter lång och 30 meter bred och tornet är 47 meter högt.
Zhonglou, klocktornet, står strax norr om trumtornet och är 47,9 meter högt och alltså något högre än trumtornet. Det är byggt i grå sten och har rundbågiga ljudgluggar framför en terrass på andra våningen.
Efter mycket reparationer på 1980-talet öppnades de båda tornen för turister och de är idag populära turistattraktioner. 1996 blev de kulturminnesmärkta av kinesiska staten.

## Trumtornet

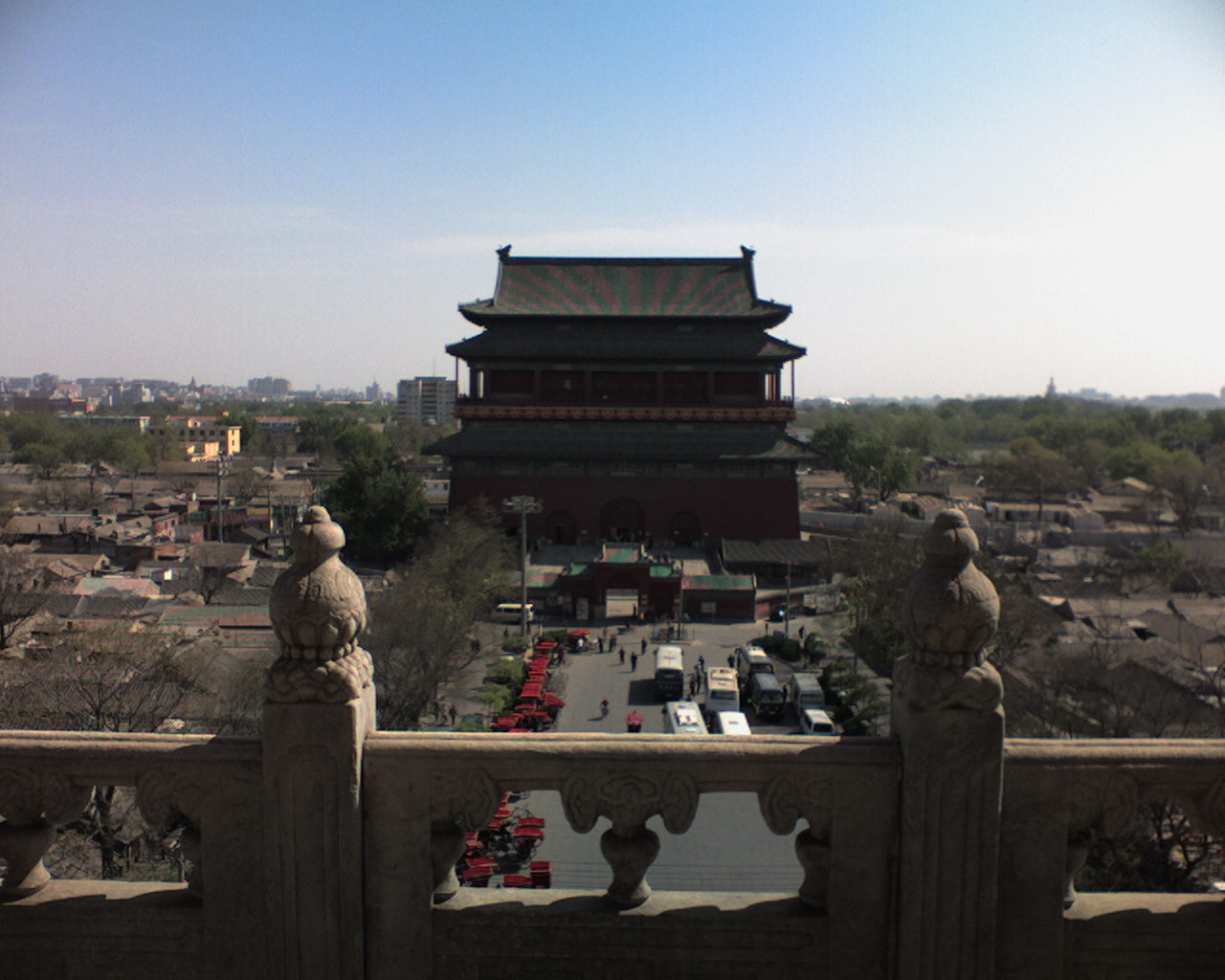
Trumtornet, sett från Klocktornet

### Arkitektur och utseende
Trumtornet är en tvåvåningsbyggnad i trä. När tornet användes flitigast i äldre tid fanns på övervåningen 24 trummor, av vilka idag bara en ursprunglig återstår. Den bevarade största trumman är 1,5 m i diameter och har ett svärdshack på sidan från västländernas attack 1900.

### Trumtornets funktion
Klockor och trummor var ursprungligen musikinstrument i Kina, men användes senare även för att markera tidpunkter.
Trum- och klocktornen fick sin funktion som centralt tidmätare och ur redan från början och hade denna funktion under Yuan-, Ming- och Qingdynastierna.
Denna funktion hade den för ämbetsmän, liksom även för Pekingborna i allmänhet. Tornet utrustades först med fyra vattenur i brons, som sägs kunna härstamma från Songdynastin. Dessa var genom flera mekaniska steg kopplade till en bronstrumma (en stor brons-gong-gong), som slog varje kinesisk kvart (kallad ke) och fungerade alltså som ett ur.
Senare användes istället en långsamt brinnande rökelsespole för att mäta tiden. Rökelsen kunde brinna i timmar och vattenklockorna fick stå oanvända. Viktigare timmar markerades härefter med trumslag och namnet ”trumtornet” tillkom.
Inför natten slog trummorna första gången tretton gånger klockan sju på kvällen, och sedan med ett enda slag varannan timme genom hela natten. Klockan tre på förmiddagen när trumman slog samlades hovet utanför Wumen (Förbjudna stadens innersta port av sammanlagt tre portar). När trumman slog nästa slag knäböjde de inne i Förbjudna Staden framför kejsaren för att invänta hans order.

### Trumtornets historia
Trumtornet byggdes på uppdrag av Khubilai khan under hans regeringstid år 1272 i mitten av hans huvudstad Yuanhuvudstaden Dadu (även kallat Khanbaliq), som låg på samma plats som det nuvarande Peking. Vid den tiden kallades tornet Qizhenglou “Tornet för ordningssam administration”.
Två gånger har tornet brunnit ned och återbyggts. Sedan fungerade trummorna i Trumtornet i 650 år som Pekingbornas tidmätare. De ljöd över taken varje natt för att markera timmarna.
Under Ming-kejsaren Yongle 1420 återuppbyggdes tornet öster om sin ursprungliga plats och 1800 under the Qingkejsaren Jiaqing renoverades tornet genomgripande.
Idag fungerar övervåningen som Folkets kulturella Hall (eller Sal), ett slags Folkets hus för Dongchengdistriktet, ett distrikt i östra delen av staden.
Kinas siste kejsare Puyi förlorade den formella makten över landet 1911, det vill säga avsattes som Kinas statsöverhuvud. När han först 1924 tvingades flytta från Förbjudna staden, tystnade trummorna. Då bytte tornet också namn till Mingchilou “Tornet för insikt om skam” och föremål som relaterades till de åtta makternas (åtta allierade stormakters) invasion av Peking och den senare 30 maj-massakern 1925 ställdes då ut där.
Även idag kan dock ibland ljuden höras från liknande ur och från Trumtornet i Peking för att demonstrera dess gamla funktion.

## Klocktornet

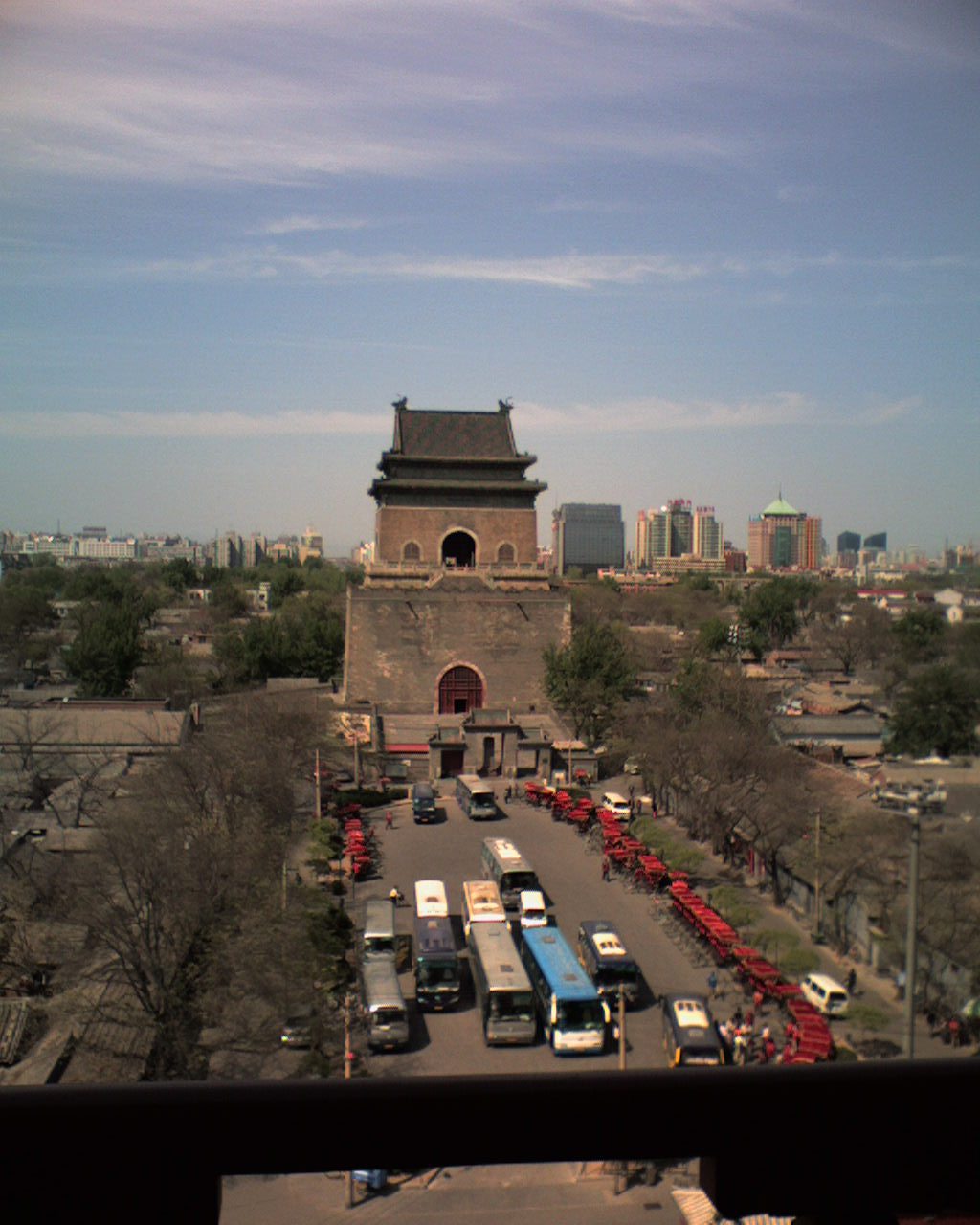
Klocktornet, sett från trumtornet i söder

Norr om Trumtornet står Klocktornet. 

### Klocktornets historia och funktion
Klocktornet byggdes först på uppdrag av kejsar Yongle men brann ner kort därefter. Kejsar Qianlong byggde upp tornet på nytt 1747. Tornet byggdes mycket stadigt så att den enda skada den drabbades av vid jordbävningen 1976 var att ett huvud på ett av djuren som dekorerar taket trillade av.
Från början fanns en stor järnklocka i tornet, men den lät inte högt nog utan ersattes med en ny av brons för 500 år sedan. Denna bronsklocka är 10 tum tjock och väger 63 ton. Den gamla järnklockan står nu bakom Trumtornet och väger 50 ton.
Man testade bronsklockan 1924, och den kunde höras på ett avstånd på över 20 kilometer.
I klocktornet slog man klockan i princip bara ordentligt en gång om året för att markera början på det kinesiska nyåret, men den användes också varje kväll fram till 1924 för att markera det klockslag, som motsvarar västerländsk tideräknings klockan 19.00.
Det finns en legend om klockgjutaren och hans dotter, som senare i princip enligt förfädersdyrkan blev dyrkad som en gudinna.

### Arkitektur och utseende
Tornet är – ej medräknat taket – en 33 meter hög byggnad med grå murar och med ett grönt glastak.